# Unija tri naroda
Unija tri naroda (pol. Rzeczpospolita Trojga Narodów, eng. Commonwealth of Three Nations) je federativna državna zajednica između Poljske, Litve i Zaporoške Republike formirana potpisivanjem Hadjačkog sporazuma 16. rujna 1658. godine. 
Novitet ove državne zajednice bio je formiranje Velike Kneževine Ruske u sklopu koje su Ukrajinci zajedno s Poljacima i Litavcima stekli ravnopravan društveno-politički nastup. Zbog složenih međunarodnih odnosa i pritisaka te unutar društvenih nesuglasica država je prestajala postojati već sljedeće 1659. godine.

## Pogledaj još
- Poljsko-Litavska Unija
- Velika kneževina Ruska

## Vanjske poveznice
- Kultura Poljsko-Litavske Unije (eng.)  Arhivirana inačica izvorne stranice od 24. lipnja 2011. (Wayback Machine)